# 下拉姆
下拉姆是奥地利施蒂利亚州费尔德巴赫县的一个市镇。总面积16.65平方公里，总人口1288人，人口密度77.4人/平方公里（2001年）。